# Drapelul Principatului Monaco
Proporția drapelului: 4:5

Steagul naţional al Principatului Monaco

Drapelul Principatului Monaco este format din două benzi orizontale de culoare roșie și albă. 